# シャークス (カリーカップ)
シャークス（英: Sharks）は、南アフリカ共和国のクワズール・ナタール州ダーバンを拠点とするラグビーユニオンチーム。カリーカップに所属。

## 概要
南アフリカに14あるラグビーユニオン地域協会の1つ、クワズール・ナタール協会の代表チーム。旧ナタール州における最古のチーム。
クワズール・ナタール協会はクワズール・ナタール州全域を管轄している。スーパーラグビーやユナイテッド・ラグビー・チャンピオンシップなどの国際大会に参戦しているシャークスの母体でもある。
1892年に開催された第1回カリーカップの出場5チームの1つ。長らく下位に甘んじていたが、1990年代以降は強豪チームとなっている。

## 歴史
1890年、当時のイギリス領ナタール植民地にナタール（ナタール協会）として創設。
1892年、キンバリーで第1回カリーカップが開催され、ウェスタン・プロヴィンス、グリクアランド・ウェスト、トランスヴァール、ナタール、ボーダーの5チームが参加した。大会はウェスタン・プロヴィンスが制した。
1990年、創設百周年と同時にカリーカップ初優勝を果たした。
1993・1994年、スーパーラグビーの前身大会となるスーパー10に出場。1994年には準優勝。
1996年、ナタール・シャークスに改称。同年、ラグビーユニオンのプロ化に伴い、オーストラリア・ニュージーランドを中心とした国際リーグ「スーパーラグビー（当初はスーパー12）」が開幕。南アフリカでは、当初はカリーカップの上位4チームがスーパー12に出場する方式を採用しており、ナタール・シャークスは1996・1997シーズンと出場権を獲得した。1998シーズン以降はフランチャイズ制が導入され、別働チームのシャークスがスーパーラグビーなどの国際大会に参加するようになった。
1998年、シャークスに改称。1999年にはナタール協会からクワズール・ナタール協会に改称。

## タイトル
2022年7月現在

### 国内タイトル
- カリーカップ
  - 優勝 8回：1990, 1992, 1995, 1996, 2008, 2010, 2013, 2018

### 国際タイトル
- スーパー10
  - 準優勝 1回：1994

## スコッド
2022シーズンのスコッド（2022年5月現在）
- トーマス・デュトイ
- ボンギ・ンボナンビ
- レニエル・ヒューゴ
- シヤ・コリシ
- ヘンコ・フェンター
- カーウィン・ボッシュ
- ルカニョ・アム
- ヴェルナー・コック
- マカゾレ・マピンピ
- シブシソ・ンコシ

## 歴代所属選手
- ヨハン・アッカーマン
- ジョン・スミット
- ウィレム・アルバーツ
- ルカニョ・アム
- ガース・エイプリル
- ブラッド・バリット（ イングランド代表）
- カーウィン・ボッシュ
- ルアン・ボタ
- マルセル・クッツェー
- ライオネル・クロニエ
- ザイン・デービズ
- アラン・デル（ スコットランド代表）
- ジャスティン・ダウニー
- ジャン・ドロースト
- ビスマルク・デュプレッシー
- ヤニー・デュプレッシー
- ジャン＝ルック・デュプレッシー
- ジャンリュック・デュプレア
- ピーターステフ・デュトイ
- トーマス・デュトイ
- アンドレ・エスターハイゼン
- フアン・マルティン・エルナンデス
- レニエル・ヒューゴ
- ブッチ・ジェームス
- ベンハード・ヤンセ・ヴァン・レンスバーグ
- ライアン・カンコウスキー
- ロリー・ココット（ フランス代表）
- ヴェルナー・コック
- シヤ・コリシ
- パトリック・ランビー
- ステファン・ルイス
- マカゾレ・マピンピ
- ライオネル・マプー
- フランコ・マレー
- エスピー・マレー
- ポール・ペレズ
- 松島幸太朗
- ボンギ・ンボナンビ
- ティアン・メイヤー
- フレデリック・ミシャラク
- パーシー・モンゴメリ（ 南アフリカ代表）
- テンダイ・ムタワリラ（ 南アフリカ代表）
- ルワジ・ンヴォヴォ
- シブシソ・ンコシ
- タイラー・ポール
- ルアン・ピナール
- JP・ピーターセン
- ジャック・ポトヒエッター
- ヒュー・リース＝エドワーズ
- コーバス・ライナー
- ルイ・シュラウダー
- グラント・ウィリアムズ
- ロスコー・スペックマン
- スコット・スペディング（ フランス代表）
- ダミアン・スティーブンズ
- アルシノ・アイザックス
- ルルー・マラン
- ブラーム・スタイン（ イタリア代表）
- フランソワ・ステイン
- ヤコ・ファン・デル・ヴェストハイゼン
- ローハン・ヤンセ・ファンレンズバーグ
- AJ・フェンター
- ヘンコ・フェンター
- リアン・フィルヨーン
- ワーレン・ホワイトリー
- フレッド・ゼイリンガ
- オッキー・バーナード